# حاجز الكونتينر
حاجز الكونتينر هو حاجز إسرائيلي عسكري يقع قرب بلدة السواحرة الشرقية جنوب الضفّة الغربيّة، تحديداً على بداية طريق وادي النار شمالاً. قام الجيش الإسرائيليّ بنصبه كحاجزٍ مؤقّت في بداية انتفاضة الأقصى عام 2000، بجوار حاويةٍ Container قام أحد الفلسطينيين بنصبها على طريق وادي النار، بغرض تحويلها لاستراحةٍ لعابري الطريق، قبل أن يتم نقل الحاجز إلى موقعه الحالي وتحويله إلى حاجزٍ دائم. يعتبر حاجز الكونتينر فاصلاً بين شمال الضفّة الغربيّة وجنوبها، حيث أصبح المسلك الوحيد للمركبات الفلسطينيّة العابرة بين المحافظات الجنوبيّة (بيت لحم والخليل) وبقيّة المحافظات، بعد أن قامت إسرائيل ببناء الجدار الفاصل ومنع المركبات الفلسطينيّة من دخول مدينة القدس، وعبره تمر حركة السير بين مدن رام الله والقدس إلى مدن بيت لحم والخليل.
تسمية الحاجز:
اسم حاجز "الكونتينر" المُثير للجدل بالمعنى الذي تحمله الكلمة الإنجليزية من معنى، يعود لقصة تاريخية لوقت تأسيسه غير متوقعة. في تلك المنطقة التي يقف فيها حاجز الكونتينر حالياً، وقبل أن تسيطر عليه قوات الاحتلال، كان هناك حاوية شحن (كونتينر) استخدمها أحد السكان المحليين كعربة صغيرة – مقصف صغير لبيع المشروبات والوجبات الخفيفة للمسافرين الذين يمرون عبر طريق وادي النار.
حالات قتل وانتهاكات على حاجز الكونتينر:
- في تشرين الثاني من عام 2013، قُتل الشاب أنس الأطرش عند حاجز الكونتينر، حيث أُطلق عليه الرصاص حتى الموت في ظروف غامضة. أطلق جنود جيش الاحتلال النار على الشاب أنس الأطرش بدعوى محاولته طعن أحد جنود الاحتلال، الجيش الإسرائيلي أصر على أن الأطرش كان يحمل سكينًا، بينما قالت عائلته إنه ببساطة ترجل من سيارته بعد أن أوقفوه.[9]
- في عام 2013، شهد حاجز الكونتينر حالة وفاة لطفلة فلسطينية تبلغ من العمر 14 عامًا نتيجة الازدحام المروري عند الحاجز. الطفلة كانت تعاني من نقص في إنزيمات الدم بسبب إصابتها بحالة شديدة من الالتهاب الرئوي وكانت بطريقها إلى أحد المستشفيات لتلقي العلاج.[10]
- في الثالث والعشرين من حزيران، 2020، قُتل الشاب الفلسطيني أحمد عريقات برصاص شرطة الحدود عند حاجز الكونتينر. تُظهر مقاطع الفيديو المأخوذة من كاميرات المراقبة توثيقاً للحادث. الفيديو يُظهر سيارة عريقات وهي تصطدم بالحاجز وتصيب أحد الضباط، ثم يخرج الشاب من سيارته ليُقتل بعدها.[6]

بعد مقتل أحمد عريقات، وصفت بعض وسائل الإعلام حاجز الكونتينر على أنه "حاجز من حواجز القدس الشرقية" وهو وصف صحيح من الناحية الفنية كونه يقع في إحدى قرى محافظة القدس الكبرى ولكنه مُضلل، حيث يسعى لتبرير العنف المرتبط بالمكان. هذا الطرح قد يجعل الجمهور الذي لا يعرف جغرافيا الضفة الغربية يعتقد أن الحاجز يقع على الخط الأخضر بين القدس الشرقية والغربية، وأنه يقسم دولة إسرائيل عن الضفة الغربية المحتلة وهذا خاطئ تماماً. كما يوحي هذا الوصف بأن الحاجز يخدم نوعًا من الوظائف الأمنية. ولكن إذا كنت فلسطينيًا مقيمًا في الضفة الغربية، فأنت تعرف أن حاجز الكونتينر في الواقع يفصل منطقة فلسطينية عن منطقة فلسطينية أخرى.
تداعيات إجراءات الإغلاقات على الحواجز
أظهرت نتائج دراسة قام بها معهد الأبحاث التطبيقية أريج بعنوان "تقييم الآثار الاقتصادية والبيئية للقيود التي يفرضها الاحتلال الإسرائيلي على حـركة وتنقل المـواطنين الفـلسطينيين بين مدن وقرى الضفة الغربية" أن الفلسطينيون يخسرون حوالي 60 مليون ساعة عمل سنويا بسبب هذه الحواجز، والتي تقدر تكلفتها بحوالي 270 مليون دولار سنوي، بالإضافة الى استهلاك وقود إضافي بحوالي 80 مليون لتر في السنة تقدر تكاليفها 135 مليون دولار أمريكي، يؤدي استهلاكها إلى زيادة في انبعاثات ثاني أكسيد الكربون بحوالي 196 ألف طن سنوياً.

## روابط خارجيّة
1. https://www.maannews.net/Content.aspx?id=784294